# Albert Dietl
Albert Dietl (* 1959) ist ein deutscher Kunsthistoriker und Hochschullehrer.

## Akademischer Werdegang
Nach dem Studium der Kunstgeschichte, Klassischen Archäologie und Philologie und geschichtlichen Hilfswissenschaften an den Universitäten München und Wien und einem zweijährigen Forschungsaufenthalt an der Bibliotheca Hertziana in Rom wurde Dietl 1992 an der Ludwig-Maximilians-Universität München mit einer Arbeit zu romanischen Reliefzyklen italienischer Stadtpatrone promoviert. 1993 wurde er Stipendiat am Zentralinstitut für Kunstgeschichte. Von 1995 bis 1997 war er wissenschaftlicher Mitarbeiter an der Universität Regensburg und ab 2001 Assistent. 2004 folgte die Habilitation ebenda, die mit dem Max-Weber-Preis der Bayerischen Akademie der Wissenschaften ausgezeichnet wurde. In den folgenden zwei Jahren war er Inhaber der Richard-Krautheimer-Gastprofessur an der Bibliotheca Hertziana in Rom. Seit 2007 ist Albert Dietl Professor für Bildkünste des Mittelalters in Regensburg.
Er forscht und publiziert zu mittelalterlicher Malerei und Skulptur in Italien und Mitteleuropa wie auch zur Buchmalerei, Schatzkunst und Künstlerinschriften.

## Veröffentlichungen (Auswahl)
- Das sogenannte „Benediktretabel“ aus St.-Denis. In: Zeitschrift für Kunstgeschichte. Band 58, 1995, S. 116–126.
- Das Lob des Diplomaten. Ein Geschenk Heinrichs VI. In: Hans-Rudolf Meier, Carola Jäggi (Hrsg.): Für irdischen Ruhm und himmlischen Lohn. Stifter und Auftraggeber in der mittelalterlichen Kunst. Beat Brenk zum 60. Geburtstag. Berlin 1995, S. 155–182.

- Defensor civitatis. Der Stadtpatron in romanischen Reliefzyklen Oberitaliens. Fink, München 1998.
- Himmelfahrt der Maria. Der Krakauer Marienaltar und seine Geschichte. In: Christoph Hölz (Hrsg.): Wit Stwosz – Veit Stoß. Ein Künstler in Krakau und Nürnberg. München 2000, S. 50–101.
- Das Traumgesicht eines Bildhauers. Ein Anonymus an der Fassade der Klosterkirche S. Pietro ad Oratorium (Abruzzen). In: Bruno Klein, Harald Wolter-von dem Knesebeck (Hrsg.): Nobilis arte manus. Festschrift zum 70. Geburtstag von Antje Middeldorf Kosegarten. Dresden/Kassel 2002, S. 61–78.
- Die Sprache der Signatur. Die mittelalterlichen Künstlerinschriften Italiens (= Italienische Forschungen des Kunsthistorischen Institutes in Florenz. Folge 4. Band 6). Deutscher Kunstverlag, Berlin/München 2009.
- mit Dirk Steuernagel, Wolfgang Schöller (Hrsg.): Utopie, Fiktion, Planung. Stadtentwürfe zwischen Antike und Früher Neuzeit (= Forum Mittelalter. Studien. Band 9). Schnell & Steiner, Regensburg 2014.
- mit Alfons Huber (Hrsg.): 800 Jahre Stadt Straubing. Ein Kosmos der Geschichte und Kunst (= Jahresbericht des Historischen Vereins für Straubing und Umgebung. Sonderband 6). Straubing 2018.